# Saint Sébastien entre les saints Roch et Pierre
Saint Sébastien entre les saints Roch et Pierre   (en italien : San Sebastiano tra i santi Rocco e Pietro) est une peinture religieuse, une fresque en partie perdue du Pérugin, datant de 1478 environ, située en l'église Santa Maria Assunta de Cerqueto, une frazione de Marsciano dans la province de Pérouse.

## Histoire
La fresque, qui était à l'origine datée et signée « PETRUS PERUSINUS P[INXIT] / A[NNO DOMINI] MCCCCLVIII » , constitue le premier exemple connu de Saint Sébastien peint par Le Pérugin.
En 1478 Le Pérugin, après une période de formation dans l'atelier d'Andrea del Verrocchio à Florence, est de retour en Ombrie où il est de plus en plus populaire. Il commence à recevoir des commandes importantes dont le succès finiront par le faire remarquer par le pape Sixte IV qui l'appellera à Rome.
Cette année-là, la confraternita della Maddalena le fait venir à Cerqueto, près de Pérouse où il peint un cycle complexe de fresques dont il ne reste aujourd'hui que des morceaux dont le Saint Sébastien avec à ses côtés les fragments des saints Roch et Pierre.
La présence des deux saints Roch et Sébastien, voués à la protection des  pestilences, renvoie à la fin du danger après l'épidémie de 1476.

## Thème
Le thème représenté est, selon l'iconographie chrétienne, le martyre de saint Sébastien, un saint romain, qui aurait été tué lors des persécutions de Dioclétien au début du IVe siècle. Il est souvent représenté dans les arts, attaché à un poteau ou à une colonne, le corps transpercé de flèches. Ce thème a été souvent traité par Le Pérugin et son entourage ainsi que par de nombreux peintres.

## Description
Sur le haut d'une corniche architecturée, le saint est représenté au premier plan, la tête renversée, les yeux au ciel, vêtu uniquement d'un périzonium, les mains plaquées derrière le dos, devant une colonne de couleur grenat ; il a reçu deux flèches sur les deux côtés de son torse, et une qui traverse sa jambe droite ; il est  auréolé d'un disque doré ;   sur chacun de ses côtés, les deux saints, dont seuls des fragments sont visibles, l'accompagnent reconnaissables par la présence de leurs attributs : saint Roch montre la blessure à sa jambe et saint Pierre son manteau jaune et l'extrémité des clefs du Paradis. Derrière eux, une corniche est surmontée d'un panneau en marbre vert chiqueté.

## Analyse
L'expression du saint exclut tout témoignage de souffrance, en faveur d'une attitude légèrement mélancolique dans une attitude élégante et soigneusement équilibrée par le penchement de la tête sur la droite et à gauche le coude plié et la jambe en avant.
Le Pérugin a recours avec assurance à ce schéma de puissant équilibre, par une composition fortement symétrique, selon un schéma qui deviendra une caractéristique typique de l'artiste, 
Les drapés pesants de saint Pierre rappellent le style d'Andrea del Verrocchio, et reproduisent le typique effet Panneggio bagnato(« mouillé ») caractéristique du maître florentin.
L'expression de saint Sébastien, qui semble demander le réconfort du martyre dans le monde divin supérieur et exclut tout témoignage de souffrance, en faveur d'une attitude légèrement mélancolique, est un schéma qui deviendra une des caractéristiques typiques de l'artiste.
Les jeux linéaires appris à Florence, bien visibles dans le drapé du périzonium du saint sont fusionnés avec des contrastes lumineux dérivés du style de Piero della Francesca.
Les saints sont représentés avec une forte plasticité, accentuée par les pieds qui dépassent, jetant leur ombre depuis la grande corniche de la base.

## Sources
- (it) Cet article est partiellement ou en totalité issu de l’article de Wikipédia en italien intitulé « San Sebastiano tra i santi Rocco e Pietro » (voir la liste des auteurs).